# Sant Aciscle i Santa Victòria de Sureda

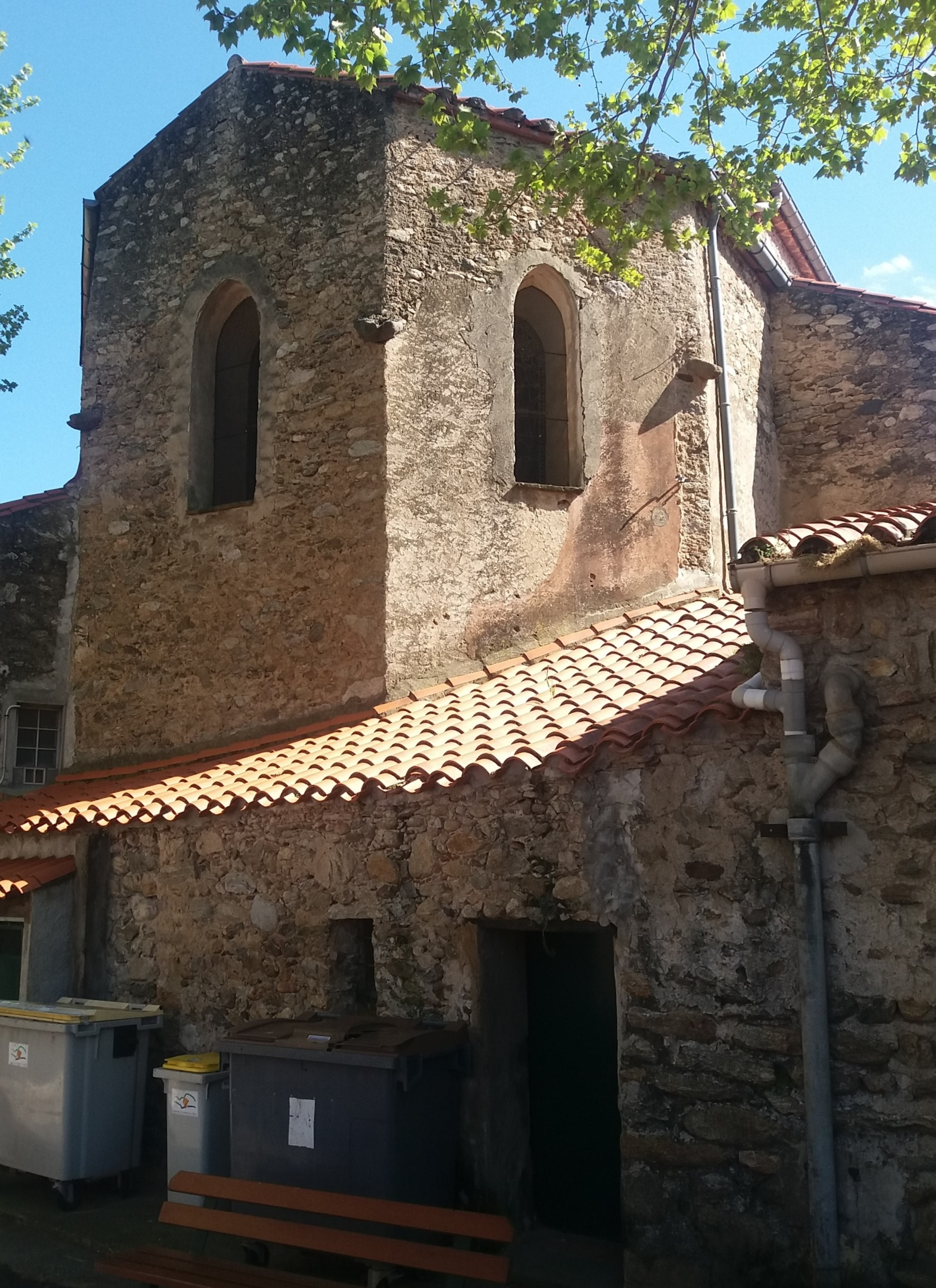
Absis, encarat al nord

Sant Aciscle i Santa Victòria de Sureda és l'església parroquial del poble de Sureda, a la comarca del Rosselló, Catalunya del Nord.
Està situada en el nucli vell del poble de Sureda, al costat del castell.
És esmentada en la documentació l'any 1051, en un document del monestir de Sant Genís de Fontanes. Aquesta primera església, probablement romànica (o preromànica) fou destruïda vers el 1400 i totalment reconstruïda en estil gòtic. Però posteriorment aquesta segona església fou també reconstruïda des de 1730. Es tracta d'un edifici d'una sola nau amb un absis semioctagonal. Conserva uns retaules d'estil barroc, particularment el del Roser, obra d'un escultor anònim del segle xviii. Els vitralls neogòtics són l'obra del taller del Carmel del Mans, foren dibuixats per Edouard Hucher i Eugène Rathouis l'any 1879.
Del temple primigeni romànic, en queda poca cosa, després de dues refaccions importants. El més destacat és el capitell que es troba a la façana de ponent, damunt de la porta d'entrada a l'església. Es tracta d'un capitell corinti amb decoració esculpida, del segle xii. Tot i que és molt probable que la procedència del capitell sigui l'antiga església, no es pot descartar del tot que fos portat d'una altra banda.
La nau única presenta tres capelles per banda, i és coberta amb una volta falsa. L'absis, poligonal, conserva una volta gòtica, i és un dels elements que previu del temple del 1400. Tanmateix, la clau de la volta duu la data del 1737, juntament amb el nom del mestre d'obres que la reformà aquell any. Al portal, obert a ponent, hi ha una altra data: 1733, al costat de la inscripció Populus me fecit (El poble em va fer).
L'església conserva el Retaule del Roser, del segle xvii i diversos plafons del retaule major, barroc, de principis del xviii.